# Palácio de Aquisgrão
O Palácio de Aquisgrão (em alemão:  Aachen; em francês:  Aix-la-chapelle) era um conjunto de edificações de tipo residencial, político e religioso, que foi erigido pelo imperador Carlos Magno como centro do poder carolíngio. O palácio encontrava-se na atual cidade de Aquisgrão,  no atual estado federado da Renânia do Norte-Vestfália, a oeste da Alemanha.

Reconstituição da possível aparência do Palácio de Carlos Magno.

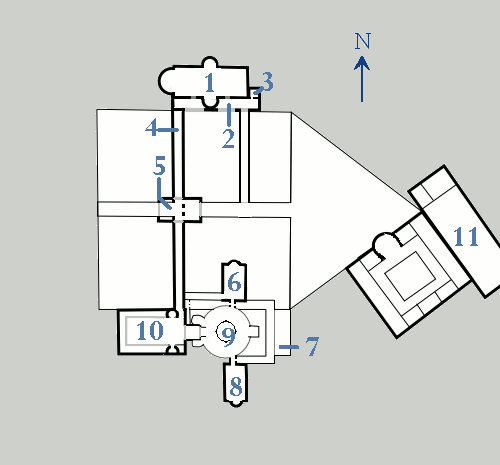
Plano simplificado: 1=sala das assembleias ; 2=porche ; 3=Tesouro e arquivos ; 4=galeria de união ; 5=tribunal e guarnição ; 6=metatório; 7=cúria ; 8=secretário; 9=capela ; 10=átrio ; 11=termas

As partes essenciais do palácio carolíngio foram construídas na última década do século VIII, mas os trabalhos tiveram continuidade até a morte do próprio imperador Carlos Magno, em 814. Eudes de Metz desenhou os planos do Palácio, inscrevendo a obra dentro do programa de renovação política do reino, ansiada e estimulada pelo próprio imperador Carlos Magno.
Atualmente, do palácio apenas subsiste a capela palatina, considerada como um dos tesouros da arquitetura carolíngia e como um característico exemplo da arquitetura típica do chamado Renascimento carolíngio. A capela, junto com a Catedral de Aquisgrão, é catalogada pela Unesco como Patrimônio da Humanidade.

## Contexto e história do palácio

### O palácio antes de Carlos Magno

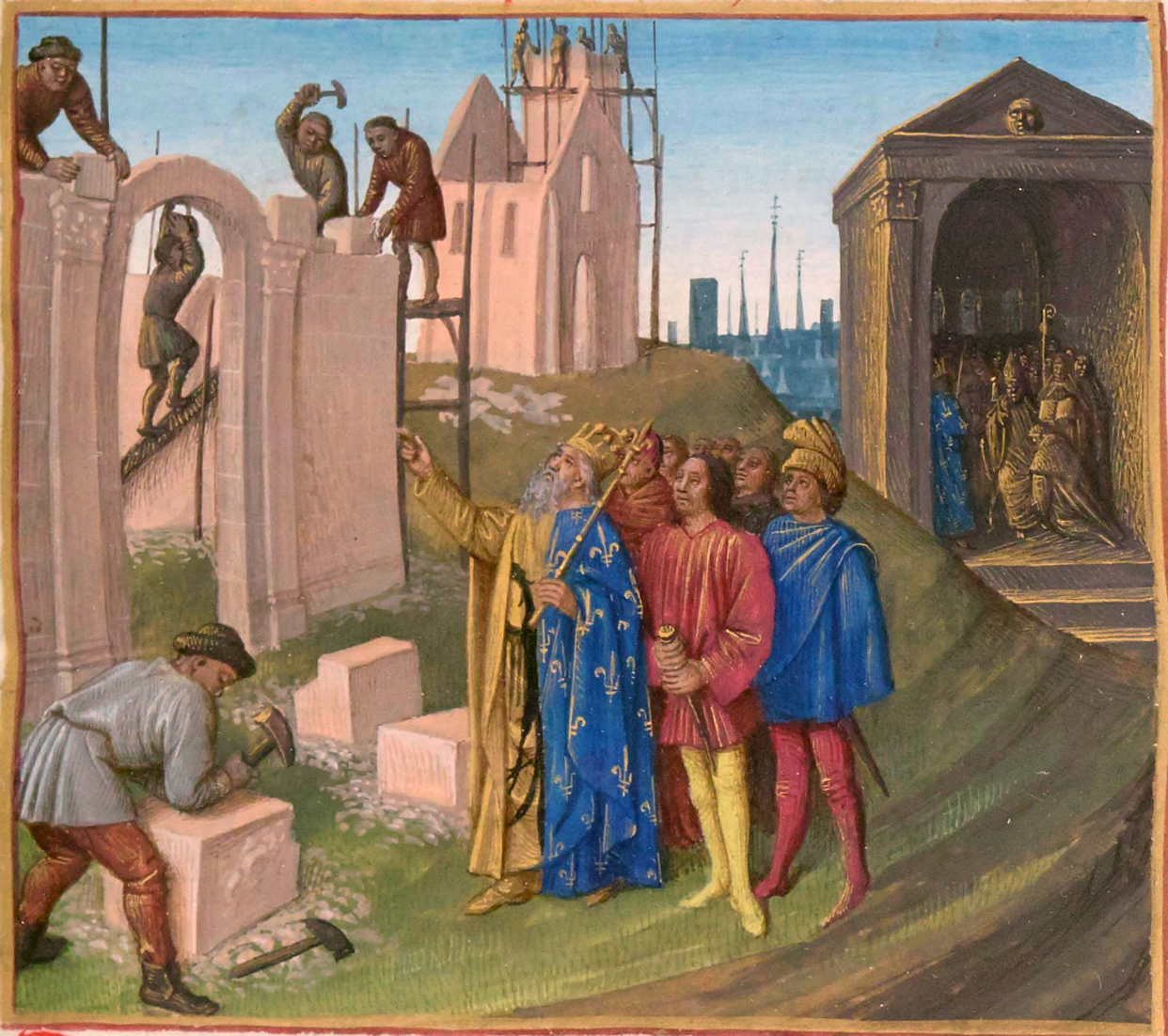
A construção de Aquisgrão, iluminura de Jean Fouquet, nas Grandes Chroniques de France, do século XV. Carlos Magno aparece em primeiro plano.

Já na Antiguidade, os romanos escolheram o lugar da atual Aquisgrão devido à existência de umas fontes termais, bem como pela sua posição de posto avançado à província da Germânia. Denominada Aquae Granni, o lugar foi adaptado com termas sobre uma superfície de 20 hectares, em uso entre o século I e o IV. A cidade romana cresceu intimamente unida a tais termas segundo um desenho urbano em plano hipodâmico clássico, que sucedia o anterior acampamento legionário. Um palácio era destinado a residência do governador da província romana ou inclusive do próprio imperador se for o caso. No século IV, tanto a cidade quanto o palácio romanos resultaram destruídos como consequência da Invasão dos bárbaros.
Enquanto Clodoveu I fez de Paris a capital do Reino Franco, o Palácio de Aquisgrão ficou no abandono até o advento da família dos carolíngios. Os mordomos do palácio pipinidas efetuaram alguns trabalhos de restauração nele, mas o Palácio de Aquisgrão era naquele tempo apenas uma residência entre muitas outras. A corte franca era nômade, e os soberanos deslocavam-se segundo as circunstâncias e necessidades. Por volta de 765, Pepino III, "o Breve" mandou construir um palácio sobre os vestígios do antigo edifício romano; ordenou igualmente  restaurar as termas, livrando-as dos seus ídolos pagãos. Desde a sua chegada ao poder em 768, Carlos Magno pernoitou em Aquisgrão, mas também em outras cidadees da Austrásia. Por volta de 790, porém, decidiu instalar-se numa residência fixa para governar o seu império mais eficazmente.

### A escolha de Aquisgrão

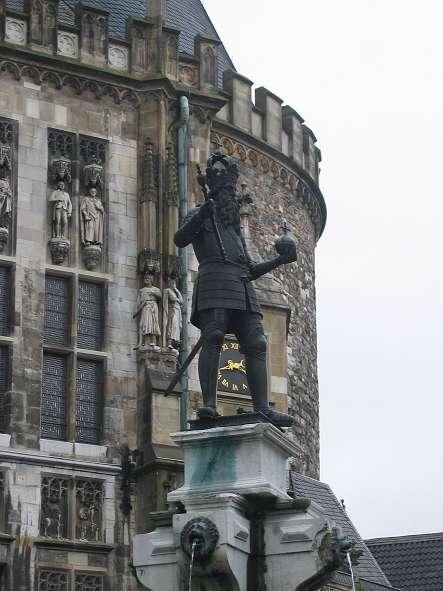
Estátua de Carlos Magno frente do Município de Aquisgrão.

A escolha de Aquisgrão como local de residência fixa foi uma consequência de uma reflexão por parte de Carlos Magno, e ocorreu num momento chave do seu reinado. Após chegar a ser rei dos francos, Carlos Magno levara a cabo numerosas expedições militares que permitiram enriquecer-se e engrandecer o seu reino, especialmente para leste. Conquistara a Saxônia pagã entre 772 e 780, mas a região resistia-se, sendo necessárias constantes guerras contra os Saxões, com uma duração total de trinta anos. Carlos Magno acabou por romper com o uso germânico de uma oste itinerante e estabeleceu uma autêntica capital. Com a idade, foi diminuindo o ritmo das suas expedições militares e, após 806, apenas abandonou já Aquisgrão.
A situação geográfica de Aquisgrão foi decisiva na escolha de Carlos Magno: o lugar encontrava-se em pleno centro dos territórios sob domínio carolíngio, na Austrásia, uma região que era ademais o berço da sua família, a leste do rio Mosa; Aquisgrão encontrava-se, além disso, num cruzamento de estradas e à beira do rio Wurm, afluente do Reno. Assim, Carlos Magno cedeu a administração dos seus domínios meridionais ao seu filho Luís, nomeado rei da Aquitânia. Assim, controlado o flanco sul do seu reino pelo seu filho, Carlos Magno pôde passar a residir no norte.

Expansão dos territórios francos entre os séculos V e IX.

O fato de se ter instalado em Aquisgrão permitiu também a Carlos Magno controlar mais perto os assuntos referentes aos Saxões. Além disso, o local estava rodeado de florestas abundantes em caça, argumento importante para um membro da nobreza. Por outro lado, conforme a sua idade aumentava, o imperador alegrava-se de poder aproveitar os mananciais d'água quente de Aquisgrão.
Os documentos da época carolíngia apresentam Carlos Magno como um "Novo imperador Constantino": nestas condições precisava uma capital e um palácio imperial dignos desse nome. Preferiu deixar a cidade de Roma, a antiga capital imperial, nas mãos do Papa. Contudo, a rivalidade com o Império Bizantino impeliu Carlos Magno a construir um suntuoso palácio. O incêndio que naquele tempo sofreu o Palácio de Worms, em 793, seria também um fato que o impelisse a realizar o projeto do novo palácio.

### Um projeto importante confiado a Eudes de Metz

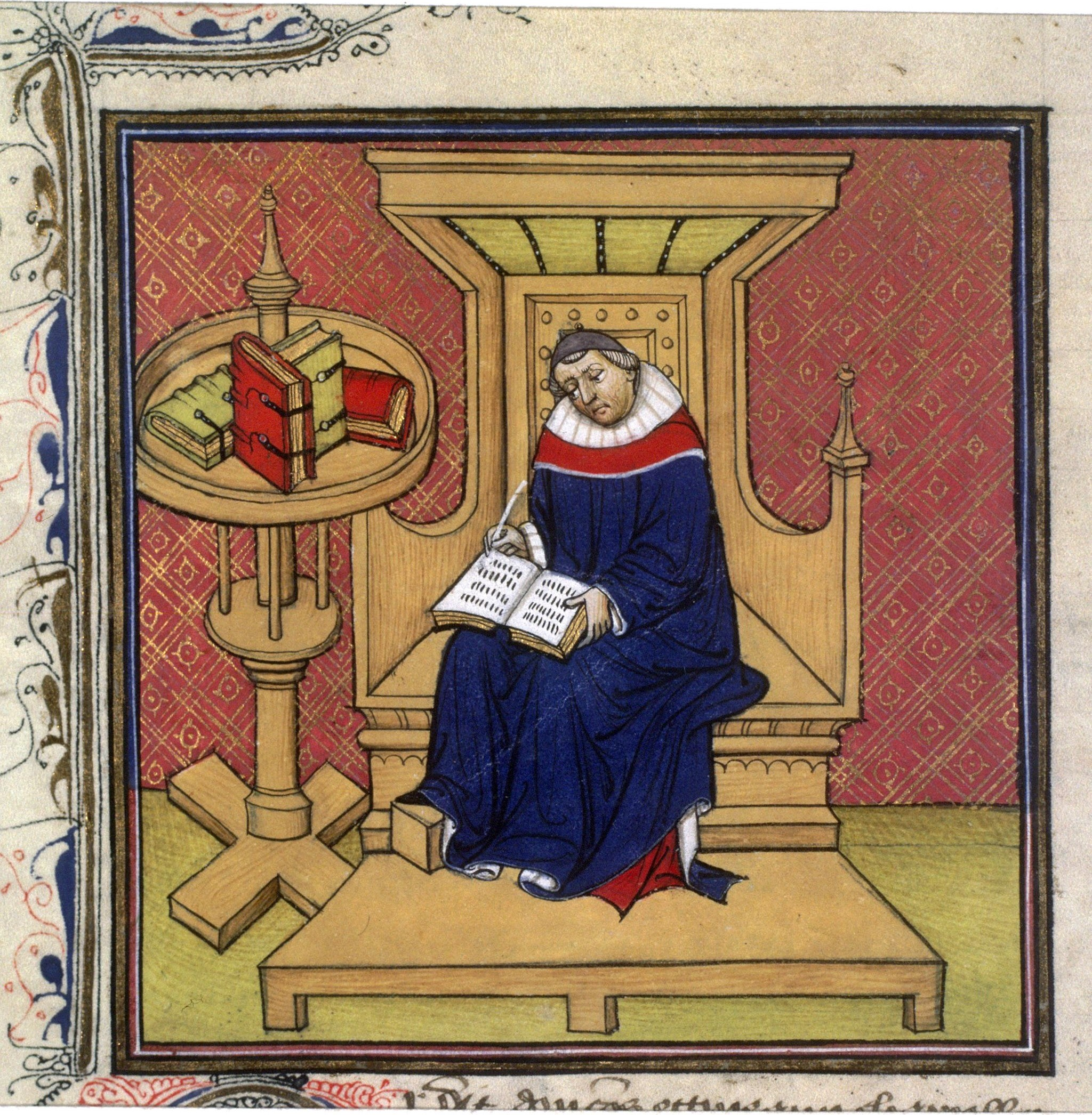
Eginhardo é o biógrafo de Carlos Magno; graças a ele é conhecido o nome do arquiteto do Palácio (iluminura do século XIV ou XV.

Os historiadores praticamente não dispõem de dados biográficos sobre o arquiteto do Palácio de Aquisgrão, Eudes de Metz. O seu nome aparece citado num texto de Eginhardo (775–840), o biógrafo de Carlos Magno. Supõe-se que se tratava de um sacerdote com conhecimentos culturais, familiarizado com as artes liberais, em particular com o quadrívio. Parece indubitável que lera os tratados de arquitetura de Marco Vitrúvio.
A decisão de proceder à construção do palácio foi tomada em finais da década de 780, ou até mesmo em princípios da década seguinte, num momento em que Carlos Magno ainda não possuía o título de imperador. As obras começaram em 794 e prolongaram-se durante vários anos. Aquisgrão tornou-se cedo na residência favorita do monarca, até o ponto de não se ausentar apenas do seu palácio após 807.
O plano de trabalho adotado era de uma grande simplicidade geométrica: Eudes de Metz decidiu conservar o traçado das antigas ruas romanas, inscrevendo o palácio num quadrado de 360 pés carolíngios de lado, ou seja, 120 metros. O quadrado em questão delimitava uma superfície total de 20 hectares, que ficava dividida em quatro por um eixo norte-sul (correspondente a uma galeria de alvenaria) e um eixo leste-oeste (correspondente a uma antiga rua principal romana, o decúmano). Na zona norte do quadrado encontrava-se a sala da Assembleia, a sul a capela palatina. O arquiteto traçou um triângulo para leste  para ligar as termas com o complexo palatino. Os dois edifícios melhor conhecidos são a sala das assembleias (desaparecida na atualidade) e a capela palatina, que atualmente se encontra integrada na catedral da cidade. O restante de edifícios continuam sem serem identificados exatamente: frequentemente construídos em colombage (ou estrutura), em madeira e em tijolo, foram destruídos com o passar do tempo. Finalmente, o complexo palatino ficava cercado por uma muralha.
A instalação em Aquisgrão da Corte imperial e as próprias obras de construção do complexo do palácio estimularam enormemente a atividade urbana da cidade, que foi engrandecida em finais do século VIII e novamente nos primórdios do século IX. Efetivamente, artesãos e mercadores buscaram instalar-se na proximidade da corte, e alguns dos grandes senhores do reino alugaram pela sua vez residências na cidade. Os membros da Academia palatina, bem como os conselheiros do imperador Carlos Magno, como Eginhardo ou Angilberto de Centula, eram proprietários de uma casa nas proximidades do palácio.

## A sala da assembleia

Localização da sala da assembleia no Palácio (a vermelho).

Situada a norte do complexo palatino, a grande sala da assembleia (aula regia ou aula palatina em latim) era destinada a acolher as "queixas gerais", uma vez por ano. Tratava-se da reunião dos "Grandes do Reino" (e depois do Império), ou seja, altos dignitários que ocupavam os recursos do poder: condes, fidelis e vassalos do rei, bispos e abades. A assembleia geral decorria habitualmente durante o mês de maio; os participantes na mesma discutiam ali dos assuntos políticos e judiciários de importância. Os capitulários, redigidos pelos escribas da chancelaria de Aquisgrão resumiam, por escrito, as decisões que se adotaram. Também aconteciam  no mesmo edifício as cerimônias oficiais, bem como as recepções dos embaixadores estrangeiros. Descrevendo a cerimônia de coroação de Luís, o filho de Carlos Magno, Ermoldo, o Negro, indica que Carlos Magno falava "desde o alto do seu trono de ouro".

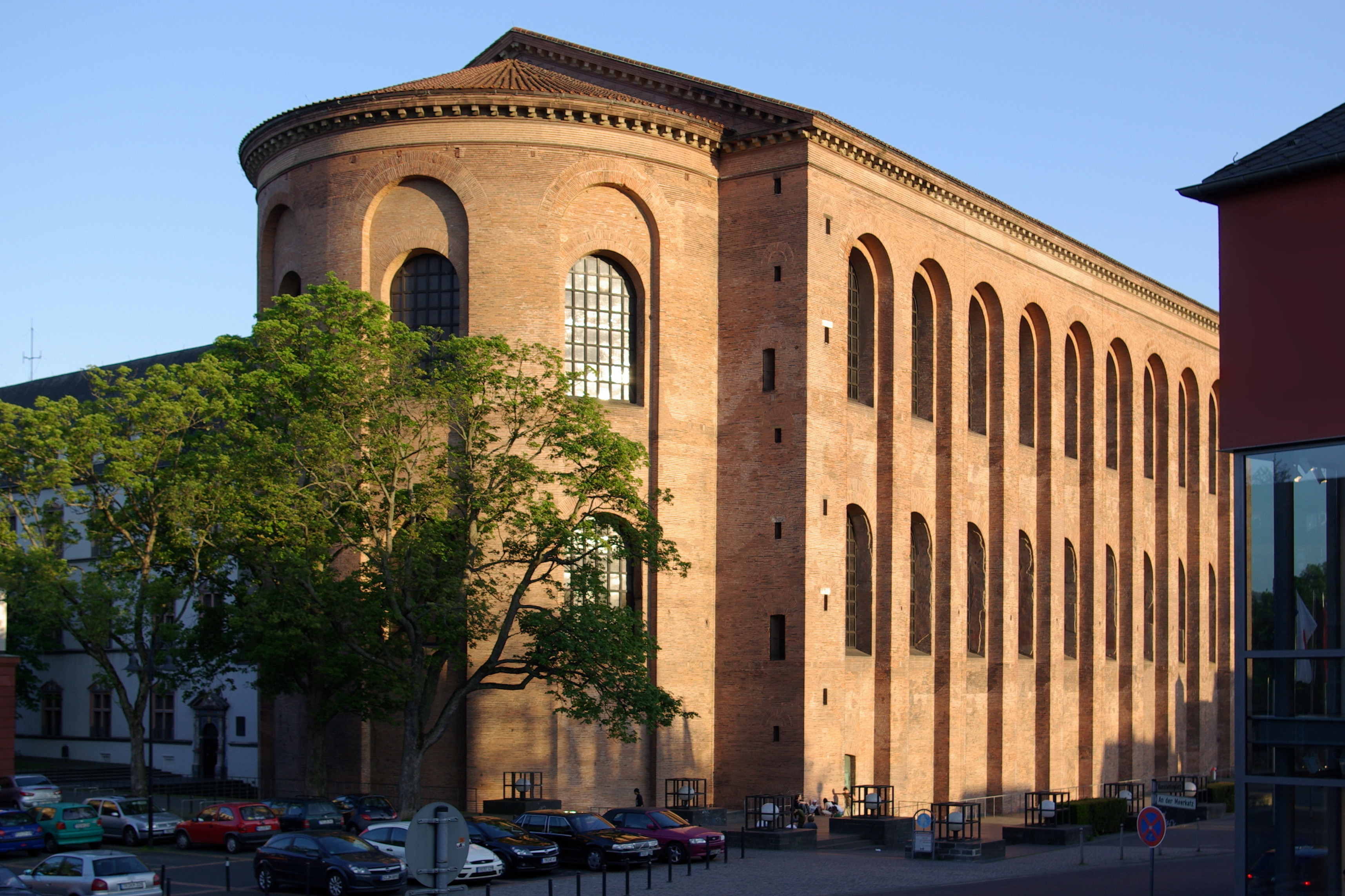
A basílica de Tréveris na Alemanha possivelmente serviu de modelo para a sala da assembleia do Palácio de Aquisgrão.

As dimensões da sala (1000 m²) eram adaptadas para receberem simultaneamente várias centenas de pessoas: embora o edifício não se tenha conservado, é sabido que media 47,42 metros de longo por 20,76 metros de largo, e com uma altura de 21 metros. A sua planta parece ter-se inspirado na aula palatina romana de Tréveris. A estrutura era construída com tijolos e a sua forma era a de uma basílica provida de três absides: o maior (17,2 metros), situado a oeste, estava destinado a acolher o rei e o seu entorno mais imediato. Os outros duas absides eram menores, e encontravam-se a norte e a sul. A luz penetrava através de duas filas de janelas. O interior era possivelmente ornamentado com pinturas representando cenas de heróis da antiguidade, bem como contemporâneos. Uma galeria em madeira rodeava todo o edifício, entre as duas filas de janelas. Desde essa galeria era possível a vista do mercado que se celebrava a norte do palácio. Entrava-se por uma galeria porticada a sul da sala. O absidíolo sul cortava em dois este acesso.

## A Capela palatina

### Descrição

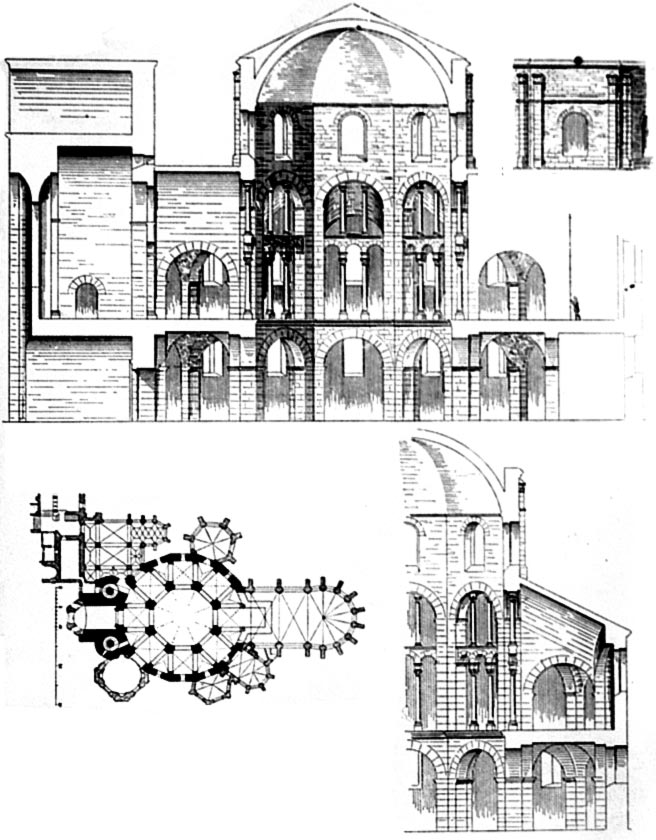
Vista em corte da capela palatina.

A capela palatina encontrava-se ao outro lado do complexo palatino, para sul. Estava unida à aula regia por meio de uma galeria de alvenaria.
Esta capela representava o outro aspecto do poder de Carlos Magno, o poder religioso. O Papa Leão III consagrou o edifício em 805, consagrando-o à Virgem Maria.
Os clérigos encarregados da capela ocupavam vários edifícios, que apresentavam uma planta em forma de cruz latina: a leste uma cúria, a norte e a sul umas oficinas ou áreas de trabalho e a oeste um ante-corpo (Westbau) e um átrio com êxedras. Contudo, a peça central era a capela, coberta por uma cúpula octogonal, com um diâmetro de 16,54 metros e uma altura de 31 metros. Oito maciços pilares suportavam as grandes arcadas. No piso térreo, uma nave colateral rodeava a nave situada sob a cúpula; ali se encontravam os servidores do palácio.

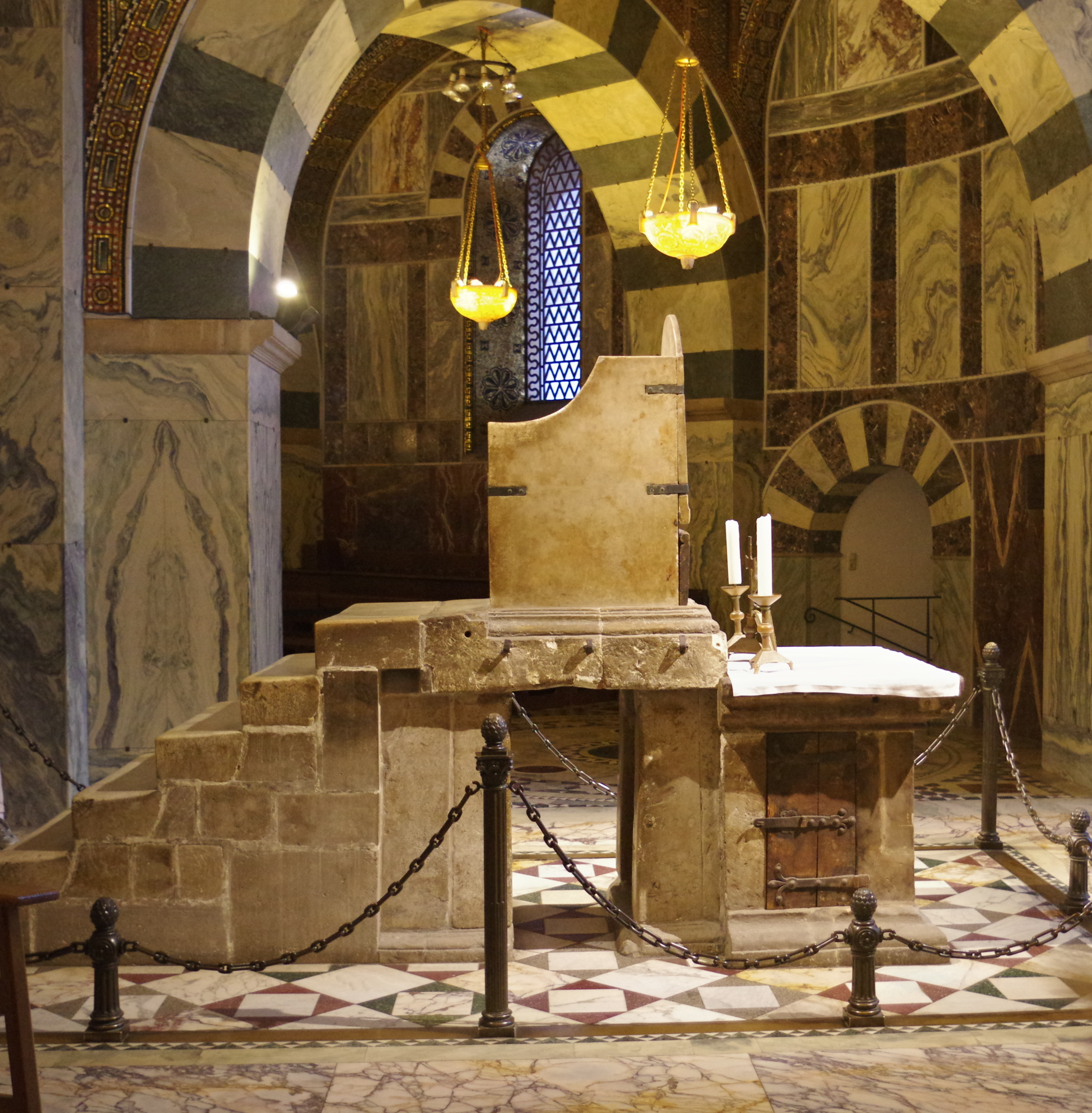
O trono de Carlos Magno na capela palatina.

Os dois andares superiores (tribunas) davam para o espaço central através de vãos de meio ponto, sustentados por colunas. O perímetro interior formava um octógono, enquanto o lado exterior formava um polígono de dezesseis lados. A capela possuía dois coros, localizados a leste e a oeste da mesma. O monarca sentava-se num trono formado por placas de mármore branco, no primeiro andar, a oeste; era acompanhado pelos mais próximos da corte. Assim, podia gozar de vista para três altares: o de Jesus, justo defronte, o da Virgem no piso térreo e o de são Pedro, ao fundo do coro oriental.
Carlos Magno queria uma suntuosa decoração para enfeitar a sua capela: fizera fundir portas maciças de bronze numa fundição próxima a Aquisgrão. Os muros estavam revestidos de mármore, bem como de pedras policromadas. As colunas, ainda visíveis atualmente, foram arrancadas de edifícios das cidades italianas de Ravena e de Roma para a sua reutilização no edifício, com a autorização do Papa Adriano I.

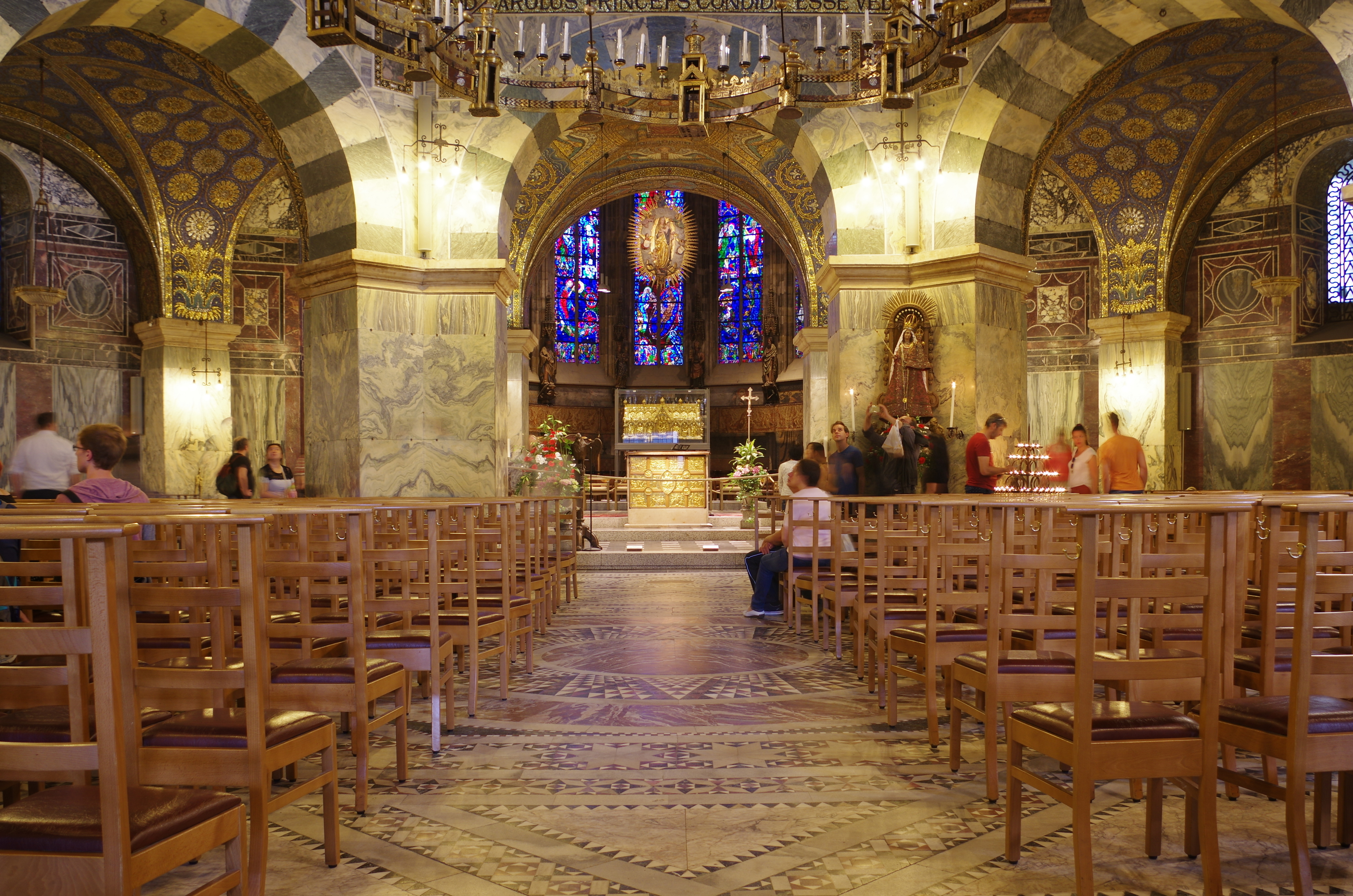
Vista interior do octógono.

Os muros e a cúpula eram cobertos por mosaicos, realçados por luminárias e pela luz exterior que penetrava pelos vitrais. Eginhardo, na sua Vida de Carlos Magno (escrita por volta de 825—826), transcreve uma descrição do interior da capela palatina:
| “ | (...) Também construiu [Carlos Magno] em Aquisgrão uma basílica de extrema beleza, que enfeitou com ouro e prata e candelabros, bem como de balaustradas e portas maciças de bronze; e, como não podia procurar-se em outra parte as colunas e os mármores necessários para a sua construção, as mandou trazer de Roma e de Ravena. (...) Dotou-a em abundância com copos sacramentais de ouro e de prata e com uma quantidade suficiente de vestimentas sacerdotais (...). | ” |

### Simbolismo

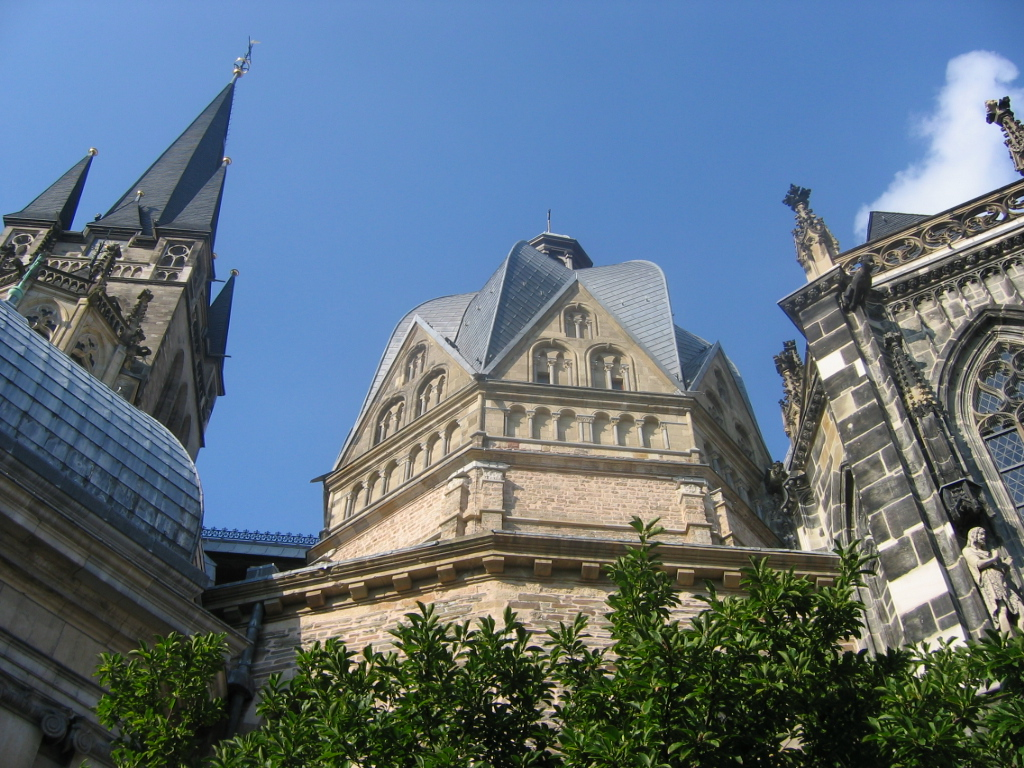
Vista do octógono da capela.

Eudes de Metz levou em conta o simbolismo cristão de cifras e números. O edifício estava concebido como uma representação da Jerusalém celestial (ou seja, do reino de Deus), tal e qual aparecia descrita no Apocalipse. O perímetro exterior da cúpula media exatamente 144 pés carolíngios, enquanto o da Jerusalém celestial, cidade ideal planejada para os anjos, era de 144 côvados. O mosaico da cúpula, atualmente coberto por uma restauração do século XIX, mostrava a figura de Cristo majestática, acompanhado pelos 24 anciãos do Apocalipse. Outros mosaicos, nas abóbadas da nave lateral, recuperam tal temática ao representar Jerusalém celestial. Finalmente, o trono de Carlos Magno, localizado no primeiro andar a oeste, encontrava-se sobre o sétimo degrau de um estrado.

## O restante de edifícios

### O tesouro e os arquivos
O tesouro e os arquivos do palácio encontravam-se numa torre encostada à grande sala, a norte do complexo. O chambelão era o oficial responsável pelo tesouro e pela guarda-roupa dos soberanos. A administração das finanças encontrava-se pelo arquicapelão, que era ajudado por um tesoureiro. O tesouro reunia as doações dos Grandes do Reino nas assembleias gerais ou os presentes dos embaixadores, ou seja, uma heteróclita coleção de objetos que abrangia de livros preciosos a armas e a vestimenta. Igualmente, o rei adquiria mercadorias aos mercadores que frequentavam Aquisgrão.
Os arquivos encontravam-se sob responsabilidade do chanceler. A Chancelaria empregava vários escrevas e notários que punham por escrito os diplomas, os capitulares ou a correspondência real. Os empregados das oficinas do rei eram com frequência clérigos da própria capela.

### A galeria de ligação

Localização da galeria de ligação no Palácio (a vermelho).

A galeria coberta media um centenar de metros. Esta galeria unia a sala da assembleia com a capela; um vestíbulo monumental, localizado no seu centro, servia como acesso principal. No primeiro andar encontrava-se uma sala para as audiências judiciárias, na que o rei dava justiça, embora alguns assuntos que afetassem os Grandes do Reino fossem ventilados na aula regia. Quando o rei se ausentava, esta atividade recaía no comes palatinus ou conde palatino. O edifício devia albergar igualmente uma guarnição militar.

### As termas

Localização das termas (a vermelho).

O complexo termal, localizado ao sudeste, media 20 hectares e compreendia vários edifícios construídos próximos das fontes do imperador e de Quirino. Eginhardo menciona uma piscina ao ar livre capaz de atender simultaneamente cem nadadores:
| “ | (...) [Carlos Magno] gostava das águas termais e entregava-se com frequência ao prazer da natação, na qual destacava até o ponto de ninguém lhe ganhar. Foi isso que o conduziu a construir um Palácio em Aquisgrão e a residir nele constantemente durante os últimos anos da sua vida. Quando se banhava, a companhia era numerosa: além dos seus filhos, os grandes, os amigos e até mesmo, vez por outra, o conjunto da sua guarda pessoal, eram convidados a compartirem os seus chapes na água e houve ocasiões em que chegou a haver na água junto a ele cem pessoas ou até mesmo mais (...). | ” |

### Outros edifícios, outras funções

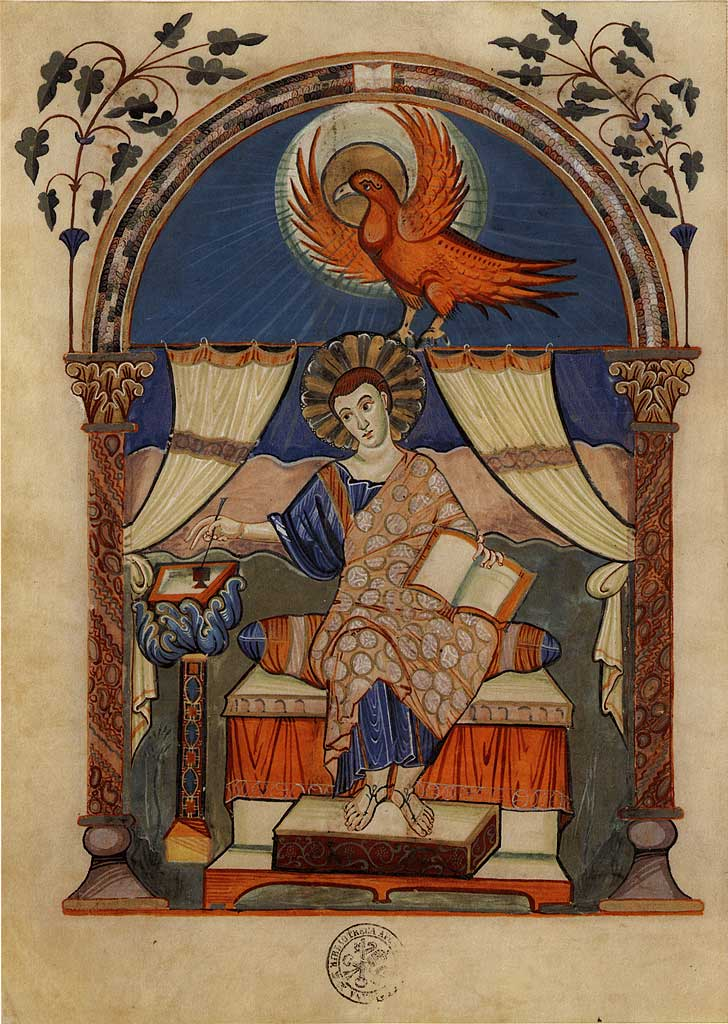
O Códice Áureo de Lorsch foi executado por uma oficina do Palácio de Aquisgrão por volta de 810

O restante dos edifícios não estão por enquanto identificados. A zona de residência privada de Carlos Magno e da sua família parece ocupar a parte nordeste do complexo palatino; o seu quarto encontrava-se provavelmente no primeiro andar. Os funcionários públicos e os criados do palácio residiam, alguns, na parte ocidental, e outros na cidade de Aquisgrão. Sabe-se que o imperador era proprietário de uma biblioteca mas é difícil conhecer o seu local exato. O palácio albergava igualmente centros de produção de obras de arte: um scriptorium que produziu vários preciosos manuscritos (como o Missal de Drogon, o Evangeliário de Godescalco ou outros) e uma oficina que elaborava peças de ourivesaria e de marfim. Havia também uma fábrica de moeda, a qual ainda seguia em uso em finais do século XIII.
O palácio foi igualmente o centro das atividades literárias da Academia palatina. Este círculo de letrados não se reunia necessariamente sempre no mesmo edifício, pois Carlos Magno gostava de escutar o recitado de poemas em qualquer local, quer na piscina ou na própria mesa, durante as comidas. A escola do palácio educava os filhos do soberano, mas também os "alimentados" (nutriti em latim), que eram filhos da aristocracia destinados ao serviço da monarquia.
Já fora do complexo palatino havia um gineceu, um quartel, um hospício, um parque para a prática da caça e uma casa de feras na que vivia o elefante Abu Alabas, um presente oferecido pelo califa de Bagdá Harune Arraxide. Ermoldo, o Negro descreve a casa de feras em uma passagem do seu Poema sobre Luís o Piedoso (escrito na primeira metade do século IX):
| “ | Há um lugar, próximo do ilustre Palácio imperial de Aquisgrão, cercado por sólidas muralhas, repleto de árvores e no que se destaca o verde de uma erva fresca (...). quando lhe praz ao rei, se deslocasse ali, na intimidade, para caçar (...). | ” |

Supõe-se que o palácio era frequentado cotidianamente por cortesãos, intelectuais, aristocratas, mercadores, mas também mendigos e pobres acudiriam lá para pedirem esmola. Os assuntos domésticos eram a preocupação de gentes de ofício como por exemplo o garrafeiro, o senescal, o camarista.

## Interpretação e simbolismo do Palácio

### A herança romana, o modelo bizantino

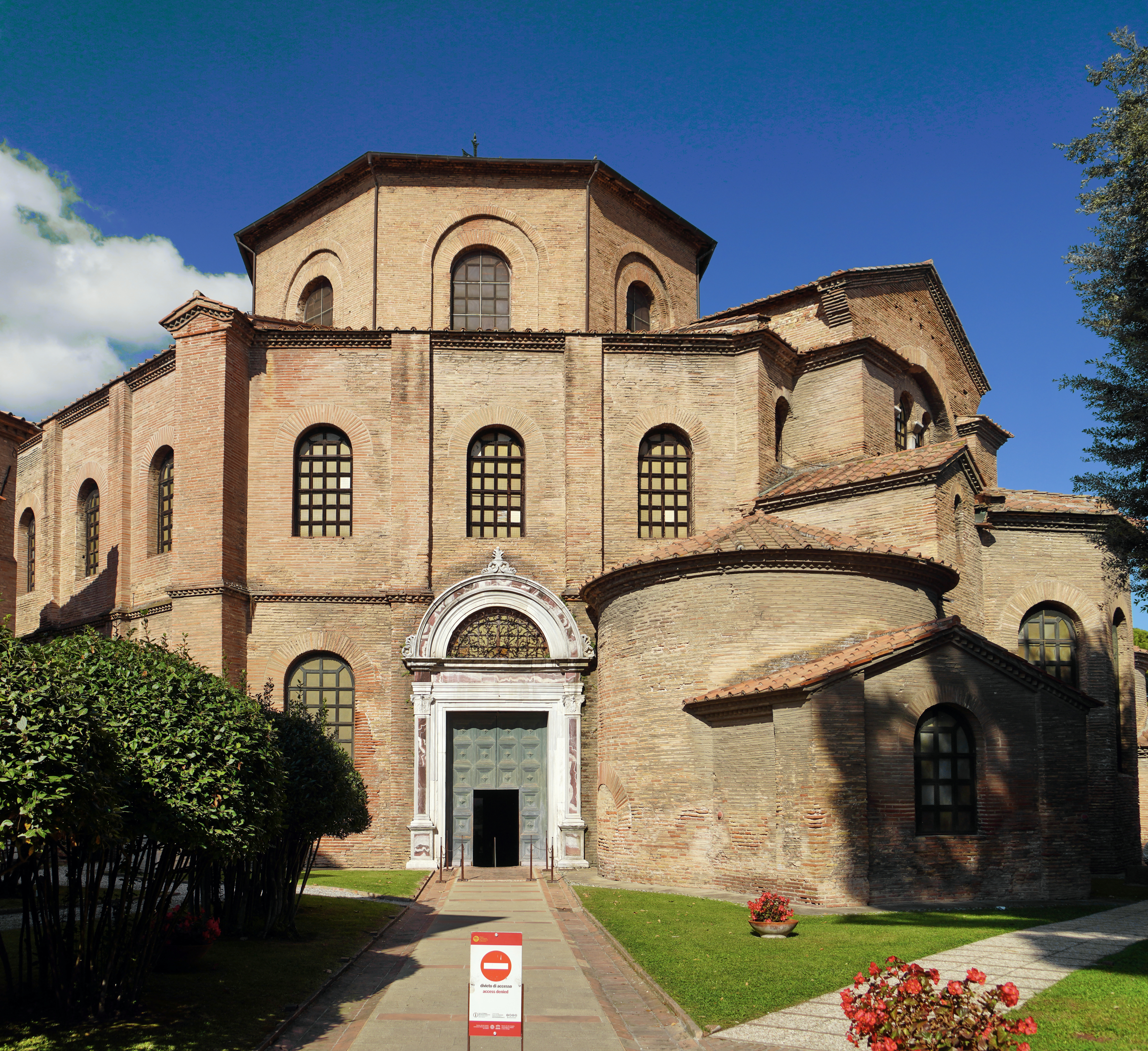
A Basílica de São Vital de Ravena foi um dos modelos da capela palatina.

Se bem que Carlos Magno não quis restaurar o Império Romano, mas fundar um novo império com componentes mistos (francos e cristãos ao mesmo tempo), o palácio tomou prestados diversos elementos da civilização romana: a aula palatina retoma a planta basilical; a basílica era um edifício público no qual na Antiguidade era discutido o desenvolvimento dos assuntos da cidade. A capela, pela sua vez, inspirou-se igualmente nos modelos da antiguidade romana: as grades recuperam uma decoração arcaizante (as folhas de acanto) e as colunas estão terminadas por capitéis coríntios. O imperador foi inumado na capela palatina no interior de um antigo sarcófago reutilizado do século II, manufaturado em mármore e no que aparece representado o tema do rapto de Proserpina. Finalmente, os letrados contemporâneos de Carlos Magno denominavam Aquisgrão como a "segunda Roma".
Carlos Magno rivalizava com o outro imperador da sua época, o basileu de Constantinopla. A cúpula e os mosaicos da capela são pois elementos tomados em empréstimo do mundo bizantino. O próprio pavimento do edifício inspira-se no da Basílica de São Vital em Ravena, construída por Justiniano I no século VI. Outros especialistas sublinham as suas semelhanças com a Igreja de São Sérgio e Baco e do Crisotriclino -sala das audiências do Grande Palácio- de Constantinopla. Durante os ofícios religiosos, Carlos Magno ficava no primeiro andar, na tribuna, o mesmo que fazia o imperador bizantino na sua capital de Constantinopla.
É igualmente provável que Eudes de Metz se inspirasse no palácio lombardo de Pavia, datado no século VIII, que possuía uma capela palatina ornada com mosaicos e pinturas. É possível que fizesse a viagem até ali, mas é pouco provável que viajasse a Constantinopla.

### O palácio de um franco
O Palácio de Aquisgrão contém múltiplas referências aos modelos arquitetônicos romanos e bizantinos. Porém, Eudes de Metz usou o seu talento como arquiteto franco e introduziu elementos claramente diferentes dos anteriores. O Palácio distingue-se igualmente dos exemplos da arquitetura merovíngia pelo seu espírito de grandiosidade e pela multiplicação volumétrica. O abobadamento da capela expressa perfeitamente uma original capacidade de trabalho carolíngia, de modo especial na charola, coberta por uma cúpula de aresta. Enquanto o imperador bizantino se sentava a leste para assistir aos ofícios litúrgicos, Carlos Magno sentava-se a oeste. Finalmente, o trabalho da madeira e do colombage são materiais e trabalhos característicos do norte da Europa.
O Palácio de Carlos Magno era, portanto, mais do que uma mera imitação de modelos antigos ou forâneos, sendo na realidade uma síntese de influências diversas, à imagem do próprio Império Carolíngio. Assim como o Renascimento carolíngio, o Palácio era pois o resultado da assimilação de diferentes herdanças culturais.

### A centralização e a unidade imperiais
A planta do complexo encenava a aliança entre os dois poderes: o poder espiritual, que era representado pela capela sul, e o poder temporário, representado pela assembleia, a norte do complexo. Ambos os polos de poder encontravam-se simbolicamente unidos por uma galeria. Desde Pepino o Breve, o pai do imperador Carlos Magno, a pessoa do rei carolíngio era sagrada, por ser considerado que obtinha diretamente o seu poder do próprio Deus. O próprio Carlos Magno visava exercer influência sobre a vida religiosa através dos numerosos concílios ou sínodos que se produziam sucessivamente em Aquisgrão. Ao estabelecer em Aquisgrão a sede do poder civil e da Corte, Carlos Magno sabia que ia poder controlar muito mais facilmente o seu entorno. O Palácio de Aquisgrão era, pois, o lugar  no que se concentravam os altos dignitários do Império Carolíngio, o cerne da capital do Império.

## O Palácio após Carlos Magno

### Aquisgrão, modelo para outros palácios?

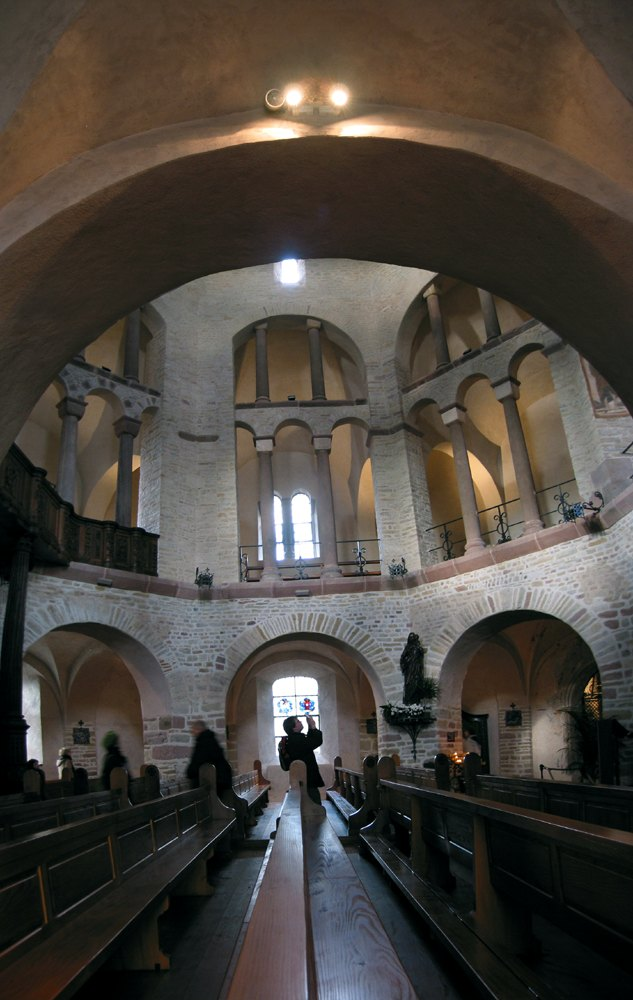
O interior da cúpula da igreja de Ottmarsheim na Alsácia.

É difícil discernir se outros palácios carolíngios imitaram o Palácio de Aquisgrão, pois muitos deles foram demolidos. Em qualquer caso, as obras executadas em Aquisgrão não foram as únicas realizadas à época de Carlos Magno: 16 catedrais, 232 mosteiros e até 65 palácios reais foram construídos entre 768 e 814. Parece que a capela palatina de Aquisgrão foi imitada por outros edifícios do mesmo tipo: a filiação é clara no caso do oratório octogonal de Germigny-des-Prés, construído nos primórdios do século IX por Teodulfo de Orleães. A igreja de Ottmarsheim na Alsácia retoma a planta centrada, mas é mais tardia (do século XI). Há também influências da capela palatina em Compiègne, ou em vários outros edifícios religiosos na Alemanha, como por exemplo a igreja abacial da Trindade na cidade de Essen.

### História do Palácio após Carlos Magno
Carlos Magno foi enterrado na capela em 814. O seu filho e sucessor, o imperador Ludovico Pio, ocupou o Palácio de Aquisgrão, embora sem fazer deste uma residência fixa. Residia ali geralmente no Inverno e até Semana Santa. Vários concílios importantes decorreram em Aquisgrão em princípios do século IX. Os que se celebraram em 817 e em 836 decorreram nos edifícios contíguos à capela. Em 817, Ludovico Pio mandou coroar o seu filho maior Lotário I no Palácio, em presença do conjunto do povo franco.
Como consequência do Tratado de Verdun de 843, o Império Carolíngio ficou fragmentado em três reinos diferentes. Aquisgrão ficou no Reino da Lotaríngia. Lotário I (r. 840–855) e Lotário II (r. 855–869) fixaram a sua residência no Palácio. Mas após a morte deste último, o palácio perdeu depressa o seu papel estelar na cultura e na política. A Lotaríngia passou a ser desde então o prêmio de um jogo entre os reis dos outros dois reinos francos, o da França Ocidental (cujo sucessor é a atual França) e o da França Oriental, cujo sucessor foi o Sacro Império Romano Germânico. A antiga Lotaríngia foi repartida em várias ocasiões para finalmente passar sob controle do reino da Alemanha sob Henrique I da Germânia (r. 876–936).

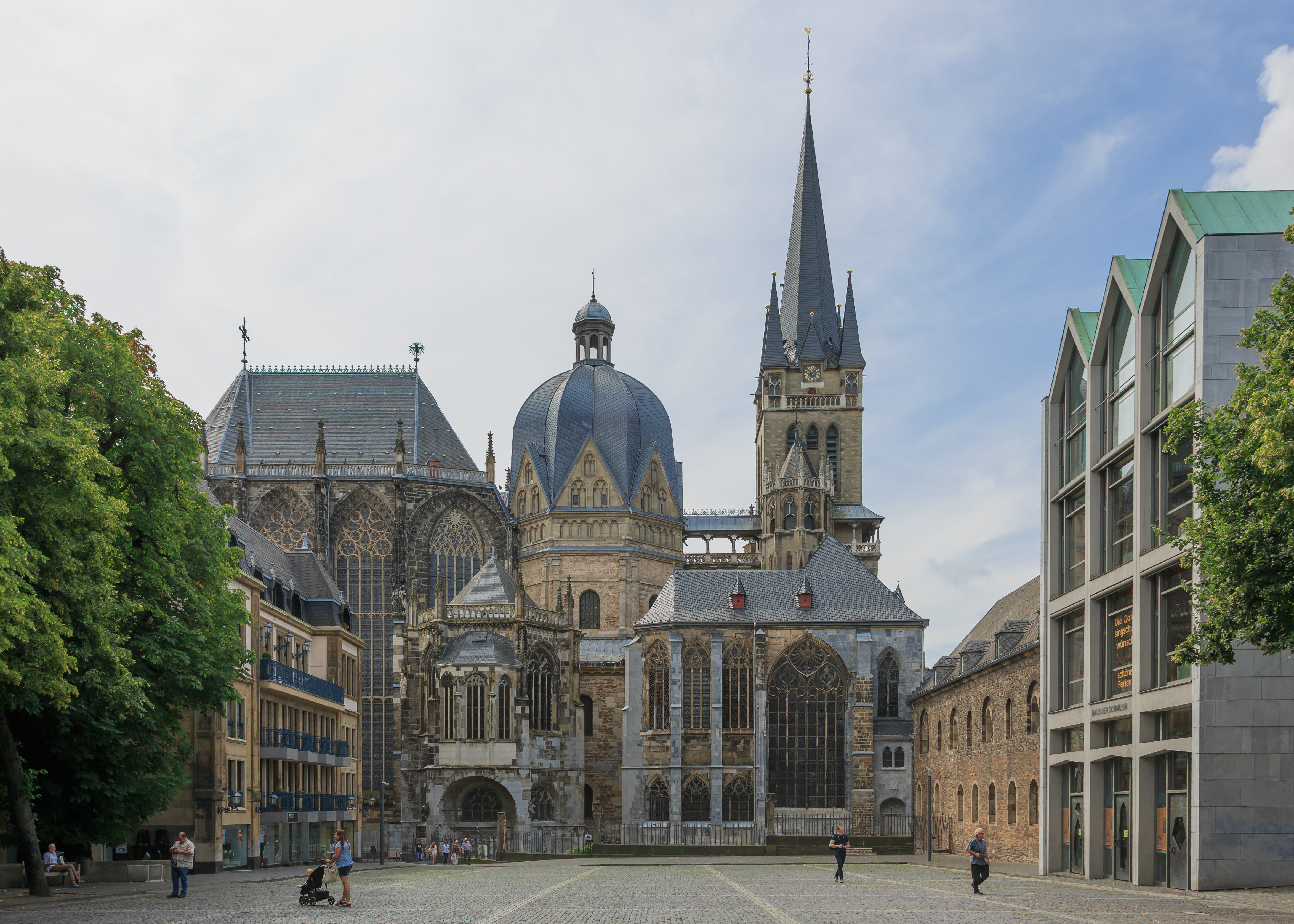
Vista atual da Catedral de Aquisgrão.

Porém, a lembrança do Império de Carlos Magno manteve-se e passou a ser o símbolo do poder germânico: assim, no século X, Otão I (r. 936–973) foi coroado em Aquisgrão como rei da Germânia (936). A cerimônia foi produzida em três tempos, em diferentes pontos do palácio: em primeiro lugar  na Corte (escolha pelos duques), em segundo lugar  na capela (entrega das insígnias do reino), para finalizar no Palácio, onde foi celebrado um banquete. Durante a cerimônia, Otão sentou-se no trono de Carlos Magno.
Com posterioridade, e até o século XVI, todos os imperadores alemães foram coroados em Aquisgrão, com uma segunda coroação em Roma, o que evidência a vontade de recuperar a herança política de Carlos Magno. A Bula de Ouro (ou Bula de Metz) de 1356 confirmou que a consagração e a coroação deviam acontecer na capela palatina.
Otão II (r. 955–983) residiu em Aquisgrão com a sua esposa Teofânia Escleraina. No verão de 978, o rei Lotário de França orquestrou um golpe de mão contra Aquisgrão, mas a família imperial conseguiu fugir a tempo. Ao relatar este episódio, Ricário de Reims indica a presença de uma águia de bronze, cuja situação exata é desconhecida:
| “ | (...) A águia de bronze, que Carlos Magno fixara no cume do palácio em atitude de voo, olhava para leste. Os germanos viraram-na a oeste para indicar em forma simbólica que a sua cavalaria poderia bater os franceses quando quiser (...). | ” |

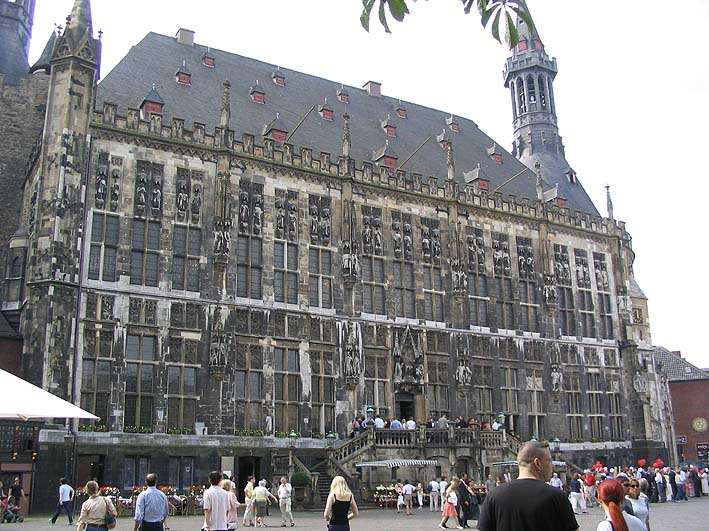
O atual município de Aquisgrão encontra-se localizado em cima da antiga sala das assembleias do palácio.

Em 881, palácio e capela ficaram danificados no curso de uma incursão dos viquingues. Em 1000, o imperador germânico Otão III mandou abrir o sepulcro de Carlos Magno. Segundo dois cronistas do século XI, foi encontrado sentado sobre um trono, portando a sua coroa e o seu cetro real. Mas Eginhardo não relata na sua biografia sobre o imperador. Também é em esta época que o culto a Carlos Magno começa a atrair os peregrinos à capela. No século XII, o imperador Frederico Barba Ruiva colocou o corpo do imperador num relicário, e interveio frente do papa para conseguir a sua canonização; posteriormente as suas relíquias ficaram dispersas pelo Império. Também cabe destacar-se que o tesouro de Aquisgrão foi-se enriquecendo com os numerosos donativos efetuados pelos reis e príncipes franceses e alemães.
Entre 1355 e 1414, uma abside foi acrescentada a leste da capela. Aliás, a partir de 1267, o novo edifício do município municipal foi construído, localizado na antiga situação da assembleia. Durante a Revolução francesa e as sucessivas ocupações militares, as tropas francesas que ocuparam Aquisgrão saquearam o tesouro. Também Napoleão Bonaparte, antes de escolher a catedral de Notre-Dame de Paris, pensou efetuar a sua consagração imperial na catedral de Aquisgrão.
A capela foi restaurada em 1884. Em 1978, a catedral, incluindo a capela, foi inscrita na lista do patrimônio da Humanidade da Unesco.